# Corinne Le Poulain
Corinne Le Poulain (Neuilly-sur-Seine, 26 de mayo de 1948– París,10 de febrero de 2015) fue una actriz teatral, cinematográfica y televisiva francesa.

## Biografía
Nacida en Neuilly-sur-Seine, Francia, debutó en el teatro con la pieza Quarante carats, de Pierre Barillet y Jean-Pierre Gredy, en 1967. Ese mismo año trabajó en Oscar junto a Louis de Funès. Posteriormente acompañó a Jean Marais en La Provocation. Uno de sus papeles teatrales fue el de Suzon en la pieza Ocho mujeres, emitida por televisión dentro del programa Au théâtre ce soir en 1972. 
Le Poulain consiguió una gran popularidad interpretando a Sally en la serie Sam et Sally (1978), en la que actuaba con Georges Descrières. Tuvo también gran éxito su papel de Esther en la producción televisiva Splendeurs et misères des courtisanes, así como el de « Patty Pat» secretaria de Jean Poiret en Le Canard à l'orange, de William Douglas-Home, obra llevada a escena por Pierre Mondy. También presentó durante un año el programa juvenil Les Visiteurs du mercredi (1981). 
El director Jean-Pierre Mocky le dio la oportunidad en 1993 de hacer una de sus mejores actuaciones cinematográficas, el papel de Gloria, amiga lesbiana de Claude Jade, en Bonsoir.
Además de todas las anteriores, Le Poulain hizo numerosas interpretaciones para la pequeña pantalla, trabajando para producciones como Navarro, Julie Lescaut y Arsène Lupin, entre otras. Sin embargo, con posterioridad decidió centrarse en el trabajo teatral.
Corinne Le Poulain falleció el 10 de febrero de 2015, en París, Francia, a causa de un cáncer. Tenía 66 años de edad. Se celebró su funeral en la Iglesia Saint-Roch, en París, asistiendo al mismo numerosas personalidades cinematográficas. Fue también enterrada en París.
Le Poulain era sobrina del actor Jean Le Poulain (1924-1988) y hermana de Vannick Le Poulain, también actriz. Tuvo una hija, la actriz Julia Duchaussoy (nacida el 30 de julio de 1979), fruto de su relación con el actor Michel Duchaussoy (1938-2012).

## Galardones
- Orden de las Artes y las Letras
- Orden Nacional del Mérito, con fecha 11 de noviembre de 2011.

## Teatro
- 1967 : Quarante carats, de Pierre Barillet y Jean-Pierre Gredy, escenografía de Jacques Charon, Théâtre de la Madeleine
- 1971 : Le Canard à l'orange, de William Douglas-Home, con Jean Poiret, escenografía de Pierre Mondy :
- 1971 : De doux dingues, de Joseph Carole, con Maria Pacôme y Jean Le Poulain
- 1972 : Oscar, de Claude Magnier, escenografía de Pierre Mondy, Théâtre du Palais-Royal
- 1983 : Ojo por ojo, cuerno por cuerno, de Georges Feydeau, escenografía de Jean Meyer, Théâtre des Célestins
- 1984 : Gigi, de Colette, escenografía de Jean Meyer, Théâtre des Célestins
- 1984 : Brocéliande, de Henry de Montherlant, escenografía de Jean Meyer, Théâtre des Célestins
- 1984 : Las preciosas ridículas, de Molière, escenografía de Jean Meyer, Théâtre des Célestins
- 1985 : Topaze, de Marcel Pagnol, escenografía de Jean Meyer, Théâtre des Célestins
- 1985 : Gigi, de Colette, escenografía de Jean Meyer, Théâtre des Nouveautés
- 1989 : L'Illusionniste, de Sacha Guitry, escenografía de Jean-Luc Moreau, Théâtre des Bouffes-Parisiens
- 1991 : Décibel, de Julien Vartet, escenografía de Gérard Savoisien, Théâtre Édouard VII
- 1993 : Durant avec un T, de Julien Vartet, escenografía de Daniel Colas, Théâtre Édouard VII
- 1994 : Décibel, de Julien Vartet, escenografía de Gérard Savoisien, Théâtre Édouard VII
- 1997 : Un mariage pour trois, de Georges Feydeau, escenografía de Anthony Walkers, Théâtre du Gymnase Marie-Bell
- 2004 : Entrez sans frapper, de Jacques Collard, escenografía de Raymond Acquaviva
- 2004 : Patate, de Marcel Achard, escenografía de Bernard Menez, Théâtre Daunou
- 2009 : L'Amour foot, de Robert Lamoureux, escenografía de Francis Joffo
- 2010 : La Berlue, de Jean-Jacques Bricaire y Maurice Lasaygues, escenografía de Michel Jeffrault
- 2011-2012 : Le Nouveau Testament, de Sacha Guitry, escenografía de Isabelle Ratier
- 2013 : Vieilles Chipies, de Gérard Moulévrier, escenografía de Jean-Pierre Dravel y Olivier Macé, gira
- 2014 : Plus vraie que nature, con Jean-Pierre Castaldi, escenografía de Raphaëlle Cambray, gira

## Filmografía

### Series
- 1968 : Six chevaux bleus, de Philippe Joulia
- 1974 : Arsène Lupin, de Jean-Pierre Desagnat, episodio Les huit coups de l'horloge
- 1974 : Le deuil sied à Électre, de Maurice Cazeneuve
- 1975 : Splendeurs et misères des courtisanes, de Maurice Cazeneuve
- 1975 : Marie-Antoinette, de Guy Lefranc
- 1978 : Voltaire, de Marcel Camus
- 1978 : Sam et Sally, de Robert Pouret, Nicolas Ribowski y Jean Girault
- 1981 : Les Gaietés de la correctionnelle, episodio Le divorce nostalgique, de Marlène Bertin
- 1981 : La Vie des autres, de Gérard Clément
- 1983 : Les Amours romantiques, episodio Les prétendus, de Josée Dayan
- 1983 : L'Homme de la nuit, de Juan Luis Buñuel
- 1994 : Julie Lescaut, de Josée Dayan, episodio Ville haute, Ville basse
- 1997 : Navarro, episodio Verdict, de Nicolas Ribowski
- 2005 : Plus belle la vie
- 2005 : Navarro, episodio Double meurtre, de Édouard Molinaro
- 2009 : Père et Maire, episodio La passion de Marie-France, de Pascal Heylbroeck

### Telefilmes
- 1967 : Mary de Cork, de Maurice Cazeneuve
- 1972 : Absences répétées, de Guy Gilles
- 1973 : Tout le monde peut s'appeler moi, de Claude Deflandre
- 1973 : Poof, de Lazare Iglésis
- 1974 : À trois temps, de Jean Kerchbron
- 1975 : La missione del mandrillo, de Guido Zurli
- 1976 : Le Siècle des Lumières, de Claude Brulé
- 1980 : Le Cocu magnifique, de Marlène Bertin
- 1981 : À nous de jouer, de André Flédérick
- 1981 : Les Visiteurs de Noël
- 1984 : Dernier Banco, de Claude de Givray
- 1987 : Je tue à la campagne, de Josée Dayan
- 1987 : Gigi, de Jeannette Hubert
- 1989 : Une fille d'Ève, de Alexandre Astruc
- 1991 : Poison d'amour, de Hugues de Laugardière
- 1991 : Le Second Voyage, de Jean-Jacques Goron
- 1994 : Décibel, de Philippe Ducrest

### Cine
- 1969 : La Provocation, de André Charpak
- 1969 : Un jeune couple, de René Gainville
- 1970 : La Grande Java, de Philippe Clair
- 1973 : Les Anges, de Jean Desvilles
- 1977 : Drôles de zèbres, de Guy Lux
- 1994 : Bonsoir, de Jean-Pierre Mocky

### Teatro filmado
- Au théâtre ce soir – dirección de Pierre Sabbagh, Théâtre Marigny :
  - 1966 : Les portes claquent, de Michel Fermaud, escenografía de Christian-Gérard
  - 1968 : Azaïs, de Georges Berr y Louis Verneuil, escenografía de Jean Le Poulain
  - 1971 : De doux dingues, de Joseph Carole, escenografía de Jean Le Poulain
  - 1971 : Ocho mujeres, de Robert Thomas, escenografía de Jean Le Poulain
- 1979 : Emmenez-moi au théâtre - Le Canard à l'orange, de William Douglas-Home